# 飯島虚心

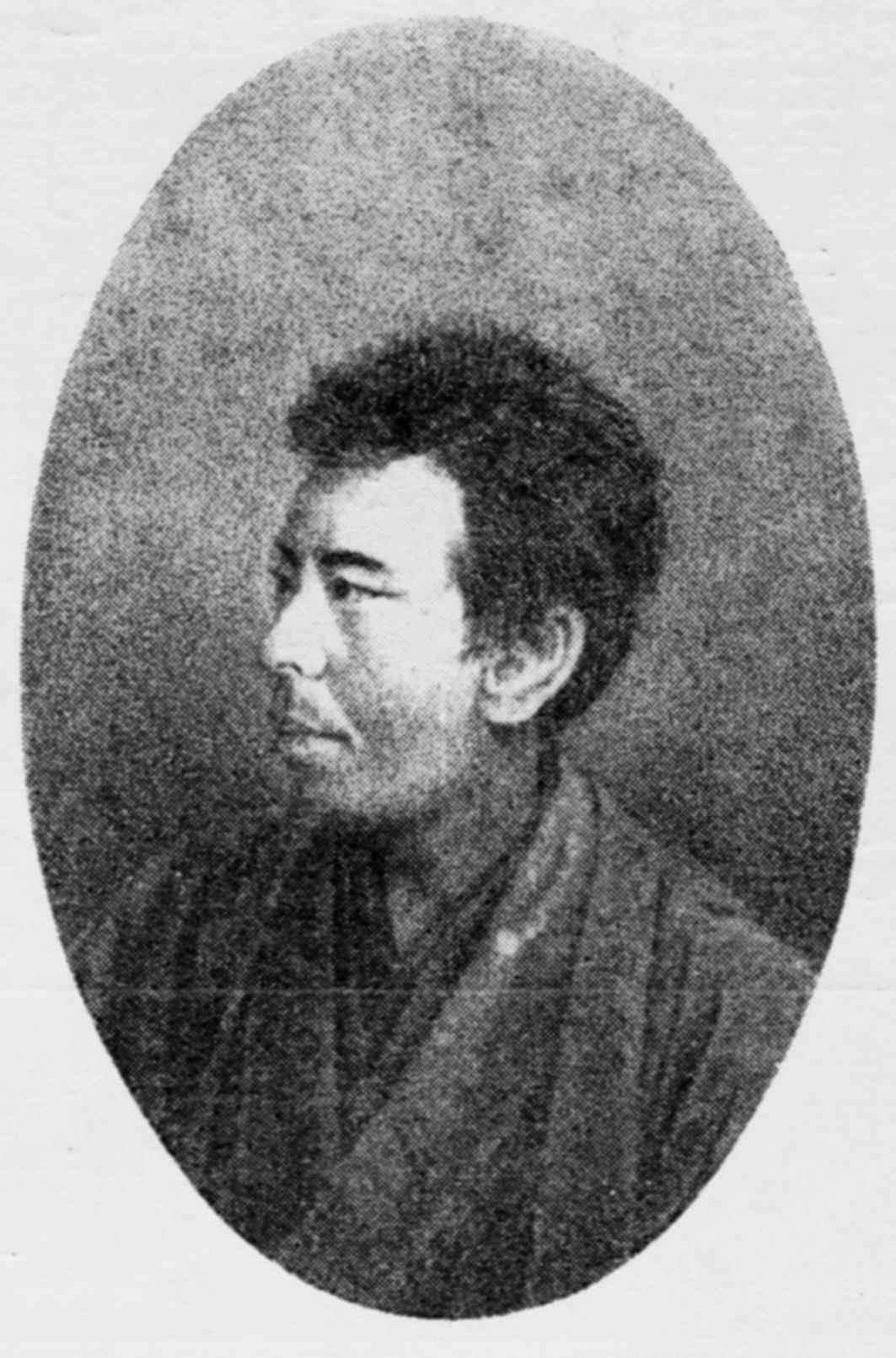
飯島半十郎

飯島 虚心（いいじま きょしん、天保12年10月17日（1841年11月29日） - 明治34年（1901年）8月1日）は、明治期日本の浮世絵研究者・美術史家。名は半十郎、虚心と号す。

## 経歴
江戸幕府徒士・飯島善蔵（家禄70俵5人扶持）の長男として江戸に生まれる。文久2年（1862年）頃に昌平黌に学び、文久3年（1863年）に書物御用出役として上海視察団に同行している。慶応2年（1866年）頃に騎兵差図役並に配転され、成島柳北の配下になる。この頃、益田孝、矢野二郎と共に三人で断髪し、長官から叱責され再び蓄髪したという逸話が残る。慶応4年（1868年）の江戸開城にさいして榎本武揚の江戸湾脱出に同行し、回天丸に乗艦し仙台へ脱出。ここで父と弟に会い、共に箱館戦争に参加。明治2年（1869年）の五稜郭陥落に伴い捕虜となり、翌年に赦免された。
明治5年（1872年）頃に文部省編集局に入り教科書編集に従事。この時期に大槻如電・大槻文彦・那珂通高・榊原芳野らと知り合い、「洋々社」というサークルを結成し機関誌の編集も行う。なお、虚心の号は友人の中村正直が名付けたもので、『新約聖書』「マタイによる福音書」の「心の虚しき者は幸なり」に拠るという。
明治26年（1893年）に葛飾北斎と生前に面識のあった門人や戯作者、考証家、版元などを取材した評伝『葛飾北斎伝』を執筆。今日に伝わる北斎像の源泉となる。
明治33年（1900年）には下谷上根岸に居住し、翌年に胃がんにより逝去する。享年61。法名は「清閑院霊誉虚心居士」。静岡県の最誓寺（伊東市音無町）に墓がある。

## 著書
- 『木曾沿革史』（未刊、1879年）
- 『初学山林書』（青海堂、1882年）
- 『浮世絵師便覧』（蓬枢閣、1893年）
- 『葛飾北斎伝』（蓬枢閣、1893年／造形社、1978年。瀬木慎一校訂／岩波文庫、1999年。鈴木重三校注）
- 『浮世絵師歌川列伝』（畝傍書房、1941年／中公文庫、1993年）。玉林晴朗校訂
- 『河鍋暁斎翁伝』（「日本芸術名著選3」ぺりかん社、1984年／河鍋暁斎記念美術館（文庫版）、2012年）。河鍋楠美監修
- 『蒔絵師伝・塗師伝』（吉川弘文館、1925年）
- 『日本絵類考』（1900年）